# Fliegerhorst Brieg

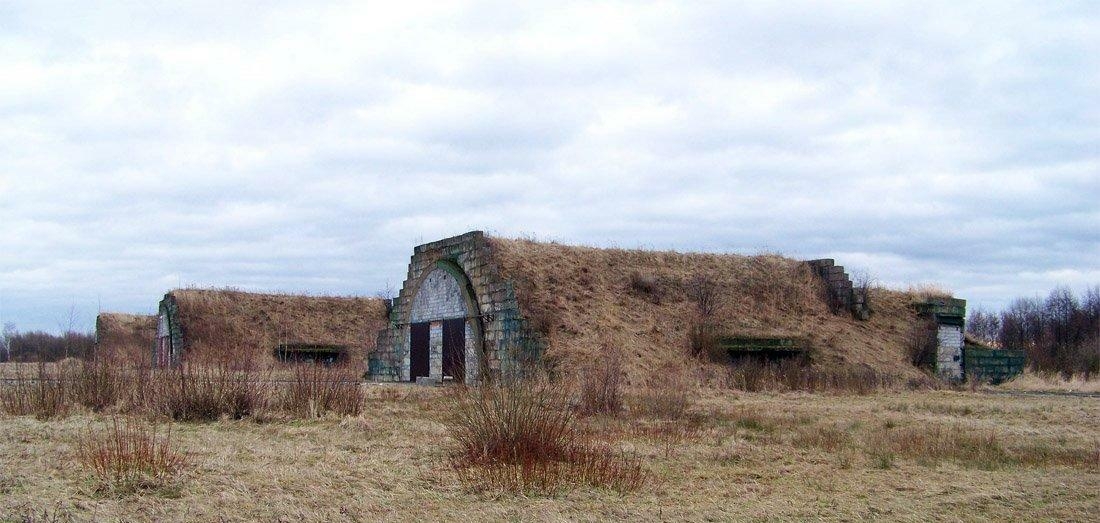
Verlassene Flugzeugbunker (2011)

Der Fliegerhorst Brieg war ein Fliegerhorst nahe der niederschlesischen Stadt Brzeg (Brieg).

## Geschichte
Der Fliegerhorst wurde zwischen 1936 und 1937 auf dem Gelände einer ehemaligen Fliegerstation aus dem Ersten Weltkrieg, die nach den Bestimmungen des Versailler Vertrages demontiert werden musste, für die Luftwaffe der Wehrmacht neu angelegt. Im Norden entstanden sieben Hangars; ein sehr großer und ein großer Reparaturhangar und vier große und ein mittlerer Flugzeughangar. Hier befanden sich auch weitere Wirtschafts- und Unterkunftsgebäude. Weiterhin wurde ein Gleisanschluss an die Strecke Breslau–Oppeln gelegt. Einige Fabrikhallen für am Platz ansässige Luftfahrtindustrie entstanden. Als erste fliegende Einheit war hier, ab Oktober 1936, die Aufklärungsgruppe 113 stationiert. Auch waren hier bis 1945 verschiedene Schulen der Luftwaffe, insbesondere für die Aufklärungsflieger (I. Gruppe des Nahaufklärungsgeschwaders 102), beheimatet. 1938 war Josef Punzert Fliegerhorst-Kommandant. 1944 wurde der Platz ins Silberprogramm aufgenommen und mit einer betonierten Start- und Landebahn von 1300 × 60 m Länge mit der Ausrichtung 09/27 für den vorgesehenen Betrieb von Raketenjägern ausgestattet. Eine geplante Verlängerung auf 3000 m wurde nicht mehr realisiert.
Die folgende Tabelle zeigt eine Auflistung ausgesuchter fliegender aktiver Einheiten (ohne Schul- und Ergänzungsverbände) der Luftwaffe, die hier zwischen 1936 und 1945 stationiert waren.
| Von            | Bis            | Einheit                    | Ausrüstung           |
| -------------- | -------------- | -------------------------- | -------------------- |
| Oktober 1936   | September 1937 | Aufklärungsgruppe 113      | Heinkel He 45, He 46 |
| Oktober 1937   | Oktober 1938   | Aufklärungsgruppe 13       | Heinkel He 45, He 46 |
| Mai 1939       | August 1939    | I./Sturzkampfgeschwader 77 | Junkers Ju 87B       |
| September 1939 | September 1939 | III./Kampfgeschwader 77    | Junkers Ju 87B       |

Um den 25./26. Januar 1945 zogen die letzten verbliebenen deutschen Einheiten nach der Sprengung von Infrastruktur ab; der Platz wurde kurz darauf zur Kampfzone der sowjetischen 2. Luftarmee. Am 6. Februar 1945 besetzten Truppen der 1. Ukrainischen Front das Gelände des Fliegerhorstes. Bis zum Kriegsende nutzten neben verschiedenen Korps- und Divisionsstäben einige Einheiten der sowjetischen Luftstreitkräften Brieg als Einsatzflugplatz. So lagen hier den Februar über das mit La-7 ausgerüstete 41. Garde-Jagdfliegerregiment (GwIAP) sowie das 212. und das 213. GwIAP mit seinen P-39. Von Februar bis April nutzten die Pe-2-Bomber des 81. Garde-Bombenfliegerregiments den Platz und auch das 45. und 173. Fliegerregiment mit A-20 lagen vor Ort. Seit 1945 gehört Brieg, das in Brzeg umbenannt wurde, zur polnischen Woiwodschaft Opole. Die sowjetischen Luftstreitkräfte nutzten den Flugplatz nach Kriegsende weiter und bauten ihn ab den 1950er Jahren bis zur Übergabe am 17. März 1993 massiv aus. Als Militärflugplatz Brzeg umfasste er ein Areal von etwa 900 ha. Inzwischen findet hier kein Flugbetrieb mehr statt und das Flugfeld ist teilweise überbaut.